# Privatbrauerei Wittingen

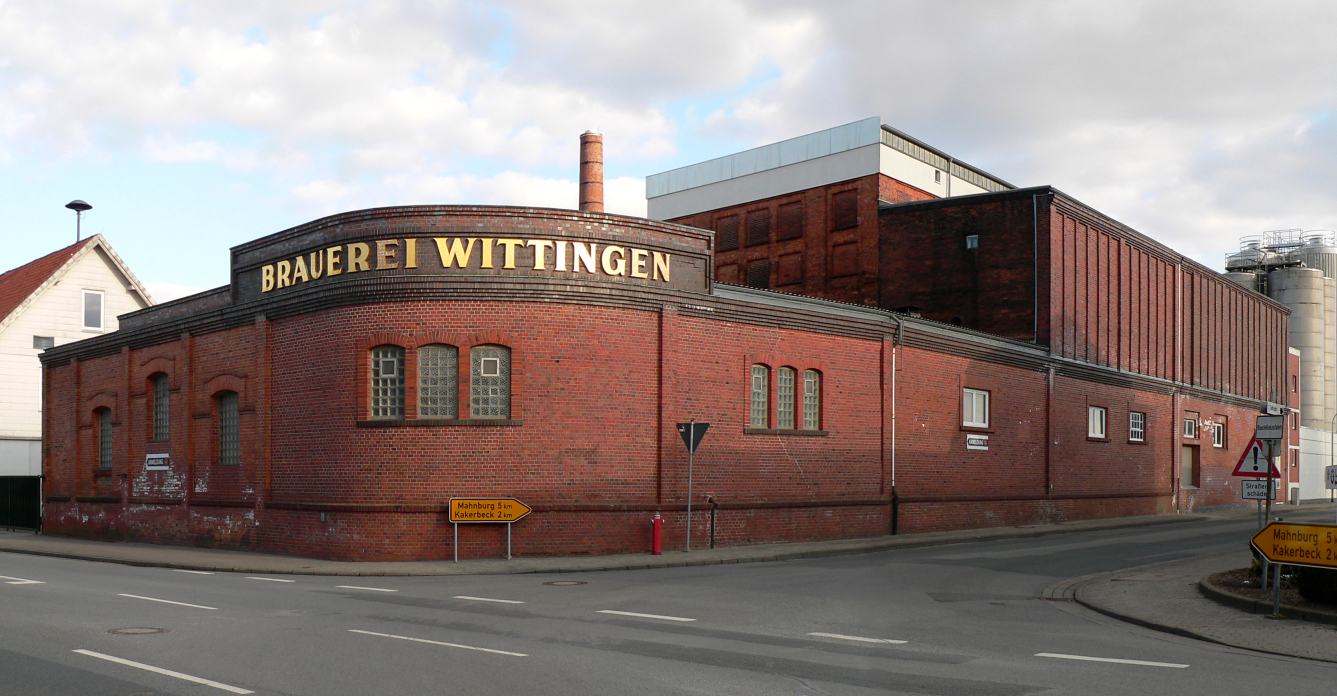
Brauerei in Wittingen

Die Privatbrauerei Wittingen GmbH ist ein deutsches Brauereiunternehmen in der niedersächsischen Stadt Wittingen. Das Unternehmen produzierte 2013 mit 104 Mitarbeitern 432.550 hl Bier.

## Geschichte
Die Familie Stakemann (spätere Schreibweise: Stackmann) betätigte sich neben Bäckerei und Landwirtschaft auch im Bierbrauen. Historisch belegt sind diese Braurechte zurück bis ins Jahr 1429, denn aus diesem Jahr findet sich in der Stadtchronik ein Schuldeintrag über die Bezahlung eines Fasses Wittinger Bier vom Probst Ludolf vom Kloster Isenhagen.
Über die Jahrhunderte blieb die Brauerei zunächst als Handwerksbetrieb, später als Produktionsbetrieb in den Händen der Familie Stackmann. Nach dem Tod von Ernst Stackmann im Jahre 1938 starb die männliche Linie der Stackmanns aus und die Brauerei ging in den Besitz der Familie Schulz-Hausbrandt aus Waddekath über, welche bis heute die Eigentümer der Brauerei sind.
Seit 2004 findet jedes Jahr ein Bockbier-Anstich in Wittingen statt. Bei der Gläubigerversammlung der Herrenhäuser Brauerei am 20. Oktober 2010 wurde deren Aufkauf durch die Familie Schulz-Hausbrandt, Inhaber der Privatbrauerei Wittingen, beschlossen.

## Produkte (Auswahl)

Logo: Wittinger Premium

Logo: Wittinger Pilsner

Gegenwärtig (2021) bietet die Brauerei unter der Marke Wittinger die Biersorten Premium, Stackmanns Dunke, Heide Craft und 1429-Das Original an. Weiterhin werden über die Brauerei Biere der Marke Lüttjes abgefüllt und vertrieben.

## Sponsoring
Überregionale Bekanntheit erreichte die Brauerei als Premiumsponsor des VfL Wolfsburg und der Grizzly Adams Wolfsburg.